# Сайрон (Лахш)
Сайрон (тадж. Сайрон) — село в Пильдонском сельском джамоате Лахшского района. Расстояние от села до центра района — 27 км, до центра джамоата — 10 км. Население — 1257 человек (2017 г.), таджики. Население в основном занято сельским хозяйством. Земли орошаются из реки Куксу.

## Этимология
Слово сайрон (سیران) с таджикского означает место прогулки, место отдыха.